# Stefan Marx (Zeichner)
Stefan Marx (* 6. Januar 1979 in Schwalmstadt) ist ein deutscher Zeichner und Künstler.

## Leben
Stefan Marx wuchs in Todenhausen (Frielendorf) auf. Er studierte an der 
HAW Hamburg bei Jovica Veljovic (Typografie) und bei Heinz Petzold (Kommunikationstheorie/Kulturphilosophie). Er startete mit Designs für Skateboards, Plattencover und T-Shirts. Später kamen Entwürfe für ein Modelabel und eine Porzellanmanufaktur (KPM Berlin) hinzu. Er erstellte große Wandmalereien im Kunstverein Hamburg 2009 sowie auf Häuserfronten während der Ausstellung „Das Ruhr Ding“ der Urbanen Künste Ruhr 2019. Sein Merkmal ist eine humorvolle, auf Texten beruhende Schwarz-weiß-Malerei. Seine Zeichnungen, die zwischen Komik und Groteske variieren, sind in zahlreichen Büchern produziert worden und wurden 2017 in der Hamburger Kunsthalle gezeigt. Marx wohnt und arbeitet in Berlin.

## Ausstellungen
- 2024: 16 Hintergleisflächen, kuratiert von Leonie Herweg (U-Bahnhof Hansaplatz / GROTTO, Berlin)
- 2021: Klasse Gesellschaft - Alltag im Blick niederländischer Künstler. Mit Lars Eidinger und Stefan Marx (Hamburger Kunsthalle)
- 2020: Eine Wandzeichnung – Im Foyer (Kunsthalle Düsseldorf)
- 2020: I Was Happy for a Day (Düsseldorf, Galerie Ute Parduhn)
- 2020: Max, Maria, Andi & Co. (Innsbruck, Tiroler Landesmuseum Ferdinandeum)
- 2020: Ridiculous Drama (Köln, Ruttkowski;68)
- 2019: Another Weekend (Paris, Ruttkowski;68)
- 2018: Memory Palace (Delmenhorst, Städtische Galerie)
- 2018: Sundaayyyssss (Hamburg, Kunstraum Griffelkunst)
- 2017: Bellevue (Köln, Ruttkowski;68)
- 2016: Feelings Aren’t Final (Antwerpen, Plus One Gallery)
- 2016: Romantic Standard (Hamburg, Galerie Karin Günther)
- 2016: Flowershop (Düsseldorf, Galerie Ute Parduhn)
- 2015: Run From the Cops, the Pigs, the Fuzz, the Heat (Kunstverein Offenburg)
- 2015: In Dreams (Köln, Ruttkowski;68)
- 2014: The Sanest Days are Mad (Köln, SSZ Sued)
- 2014: Stone in the River (Paris, Colette Gallery)
- 2014: New Drawings (Rennes, 126 Galerie)
- 2014: Rebel Without a Cause (Hamburg, Galerie Karin Günther)
- 2013: Gravity Hits (Byron Bay, Art Park)
- 2012: Goodbye Mondays (New York, Primetime)
- 2012: Stefan Marx — Die Hefte (Hamburg, Galerie Karin Günther)
- 2012: To The Lights And Towns Below (Seoul, Post Poetics)
- 2011: Economy Class (Düsseldorf, Galerie Ute Parduhn)
- 2011: Todenhausen (Kassel, Kasseler Kunstverein)
- 2010: Sentimental Heartbreaking (Frankfurt, Galerie Club Michel)
- 2010: The Houses and Homes seem Quiet (Neumünster, Gerisch Sculpture Park)
- 2010: Caribics (Tokyo, Now Idea Gallery)
- 2009: PLEEEASE (Kunstverein Hamburg)
- 2009: The New Old Group (Hamburg, Galerie Karin Günther)
- 2008: Todenhausen (Hamburg, Feinkunst Krüger)
- 2007: Welcome To The Second Spliting Of The Atom (Hamburg, Feinkunst Krüger)
- 2007: Egyptian Loneliness (Sydney, Monster Children Gallery)
- 2007: Until Now, Goodbye (Melbourne, Don‘t come Gallery)
- 2006: Welcome to where ever you are not (Hamburg, Galerie Hafen+Rand)

## Publikationen
- Max, Maria, Andi & Co. Nieves Books u. Tiroler Landesmuseum Ferdinandeum.[3]
- Schriftbilder Type Works. Hatje Cantz, 2020.
- TXL. Zine, 2019.
- Berlin Drawings. Nieves, 2019.
- Who Am I. Zine, 2019.
- HOT - Seoul Zine. Zine, 2019.
- Memory Palace. Städtische Galerie Delmenhorst, 2018.
- I Wait Here For You Forever as Long as It Takes. Nieves, 2007.
- Notizen. 2018
- Bubble Tea. Zine, 2018.
- Tokio 2018. Zine, 2018.